# Dioncounda Traoré
Dioncounda Traoré (Kati, 23 februari 1942) is een Malinees politicus die van april 2012 tot september 2013 interim-president van Mali was. Hij is daarnaast parlementsvoorzitter en partijvoorzitter van zijn partij Alliantie voor Democratie in Mali - Afrikaanse Partij voor Solidariteit en Rechtvaardigheid of ADEMA-PASJ.

## Biografie

### Achtergrond
Traoré werd geboren in de zuidwestelijk gelegen stad Kati in wat toen nog Frans-Soedan heette. Zowel zijn vader als grootvader hadden in het leger gediend. Al heel vroeg engageerde hij zich in de vakbondsbeweging.

### Opleiding
In 1962 en 1963 studeerde hij Russisch aan de Staatsuniversiteit van Moskou. Vervolgens studeerde hij er mechanica en wiskunde tot 1965.
Vervolgens volgde hij een lerarenopleiding aan de Universiteit van Algiers. Daarna behaalde hij er nog verschillende wiskundige diploma's tussen 1970 en 1973, terwijl hij er intussen zelf al les gaf.
In 1975 ging Traoré studeren aan de Universiteit van Nice waar hij in 1977 cum laude zijn doctoraat in zuivere wiskunde behaalde.

### Carrière

#### Accademische loopbaan
Terug in Mali ging Traoré lesgeven aan de hogeschool van Bamako, waar hij tot 1980 lerarenopleiding gaf. Hij werd ook actief in de vakbond en werd voor zijn activiteiten hier gearresteerd en naar het noorden van het land gestuurd.
Bij zijn terugkeer in 1982 ging hij wiskunde doceren aan de hoge ingenieursschool in Bamako. Hij klimt op tot departmentshoofd wetenschappen. In 1986 wordt hij opnieuw opgepakt in verband met zijn vakbondsactiviteiten.

#### Politieke carrière

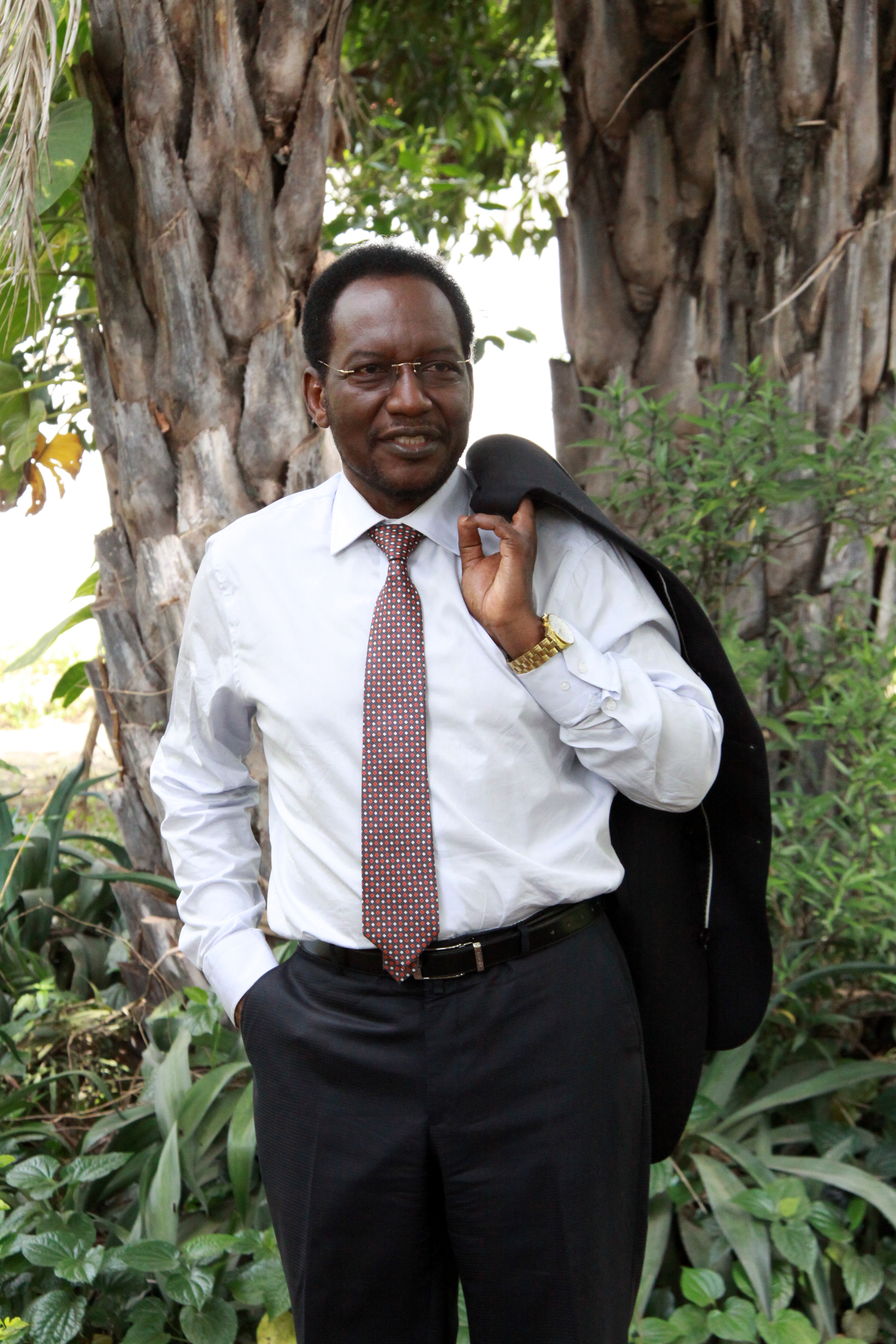
Campagnefoto van Traoré in 2011.

Traoré kreeg ook politieke aspiraties en steunde de omverwerping van Moussa Traorés politiestaat. In 1991 richtte hij mede de Alliantie voor Democratie in Mali (ADEMA) op waarvan hij tot tweede vicevoorzitter werd verkozen. Toen de voorzitter Alpha Oumar Konaré in 1992 tot president werd verkozen werd Traoré benoemd tot minister van openbare diensten, werk en administratieve modernisering in diens eerste kabinet. In 1993 werd hij staatssecretaris voor defensie en in 1994 voor buitenlandse zaken, alsook eerste vicevoorzitter van de partij.
In 1997 werd hij voor Nara in het parlement verkozen en stond derhalve zijn ministerpost af. Hij werd ook voorzitter van de ADEMA-fractie in het parlement en werd in 2000 tot partijvoorzitter verkozen nadat Ibrahim Boubacar Keïta wegens onenigheden ontslag nam. Bij de parlementsverkiezingen van 2002 verloor hij echter zijn zitje in het halfrond. In 2007 won hij het terug en werd al meteen tot parlementsvoorzitter gekozen.
In 2012 flakkerde de toearegrebellie in het noorden van Mali weer op en eind maart dat jaar pleegden soldaten die ontevreden waren met de aanpak ervan een staatsgreep tegen het regime van president Amadou Toumani Touré. Traoré vluchtte daarop het land uit. Onderhandelingen tussen de junta en de ECOWAS leidden ertoe dat Traoré, die daags nadien terugkeerde, als parlementsvoorzitter het presidentschap tijdelijk mocht waarnemen om een regering van nationale eenheid te vormen.
Op 21 mei 2012 werden voorstanders van de staatsgreep tijdens een betoging binnengelaten in Traorés kantoor. Traoré werd vervolgens aangevallen, geslagen, gestampt en naakt gestript. Hij werd naar het ziekenhuis gevoerd met een hoofdwonde, maar zijn verwondingen waren niet ernstig. Later reisde hij naar Frankrijk voor verdere controle, waar hij twee maanden bleef. Drie aanvallers waren door veiligheidspersoneel doodgeschoten na de aanval.
Traoré werd uiteindelijk opgevolgd door Ibrahim Boubacar Keïta op 4 september 2013, nadat Keïta de presidentsverkiezingen had gewonnen. Traoré had niet aan deze presidentsverkiezingen deelgenomen.